# Madadayo
Madadayo (まあだだよ, Mādadayo, en català "Encara no") és una pel·lícula japonesa de 1993 del gènere comèdia dramàtica, escrita i dirigida per Akira Kurosawa. És la trentena i darrera pel·lícula en la filmografia de Kurosawa. Va ser estrenada durant el 46è Festival Internacional de Cinema de Canes. La pel·lícula va ser seleccionada per a l'Oscar a la millor pel·lícula de parla no anglesa en els Premis Oscar de 1993, però no va ser acceptada en la nominació final.

## Argument
La pel·lícula es basa en la vida real de l'acadèmic i escriptor japonès Hyakken Uchida (Tatsuo Matsumura)(1889-1971). Comença amb la seva renúncia com a professor d'alemany, en el període immediatament anterior a la Segona Guerra Mundial. La trama se centra en la seva relació amb els seus antics alumnes, que el cuiden en la seva vellesa.
El títol (que significa "Encara no" en castellà) és una al·lusió a una antiga llegenda japonesa esmentada en una escena sobre un ancià que es nega a morir. La història és explicada dins de la pel·lícula de la següent manera: cada any, en l'aniversari de l'ancià, els seus alumnes li ofereixen una festa en la qual tots li pregunten: "Mada kai?" ("Estàs llest?"). Ell respon bevent un gran got cerimonial de cervesa i cridant "Mada dayo!" ("Encara no!"), la qual cosa implica que la mort pot estar a prop, però la vida encara continua. La pel·lícula també cobreix els esdeveniments que succeeixen entre aquests aniversaris, com la mudança a una nova casa, l'adopció i posterior pèrdua d'un gat estimat, etc.
A mesura que passen els anys, les celebracions anuals canvien d'una atmosfera de festa de fraternitat a una reunió de famílies. El gran got cerimonial de cervesa que beu Uchida canvia també, però ell sempre se l'acaba.

## Repartiment
- Tatsuo Matsumura – Professor Hyakken Uchida
- Kyōko Kagawa – La dona del professor
- Hisashi Igawa – Takayama
- George Tokoro – Amaki
- Masayuki Yui – Kiriyama
- Akira Terao – Sawamura
- Takeshi Kusaka – Dr. Kobayashi
- Asei Kobayashi – Rev. Kameyama
- Hidetaka Yoshioka – Takayama fill
- Yoshitaka Zushi – Veí
- Mitsuru Hirata – Tada
- Nobuto Okamoto – Ōta
- Tetsu Watanabe
- Norio Matsui
- Noriko Honma – La senyora vella amb un gat

## Títol
Madadayo és també el títol d'una col·lecció d'assajos publicats pòstumament per Uchida, que forma, juntament amb les seves altres obres autobiogràfiques, el material de fons per al guió de la pel·lícula.
La romanització estàndard de まあだだよ no és madadayo sinó mādadayo (el so あ "a" addicional després de ま "dt." indica una 'a' llarga). El significat de les dues grafies és el mateix excepte que aquest últim és una expressió que els nens japonesos usen en el joc el gat i la rata (tu la portes). Això dona al títol un toc de l'humor d'Uchida.

## Reaccions
Madadayo va rebre reaccions generalment positives per part dels crítics, mantenint una qualificació d'aprovació del 87 % a Rotten Tomatoes.
El crític del Chicago Sun-Times, Roger Ebert li va donar una puntuació de 3/4 i va dir sobre la pel·lícula «Aquest és el tipus de pel·lícula que tots voldríem fer, si fóssim molt vells i serens. Va haver-hi moments en què vaig tenir el sentiment inquietant de que Kurosawa estigués filmant el seu elegant descens cap a la nit.»
O. Scott, en The New York Times va dir sobre ella que «No és una de les grans pel·lícules de Kurosawa; el camp abastat pel sentiment és, al final, massa estret, l'abast de la referència humana massa restringit. Però és, en les seves pròpies proporcions, gairebé perfecte.»